# Pancolitis
Pancolitis verwijst naar ontsteking van de hele dikke darm.
Dit kan door verschillende dingen worden veroorzaakt. De term wordt vaak op een meer specifieke manier gebruikt om een zeer ernstige vorm van colitis ulcerosa aan te duiden. Deze vorm van colitis ulcerosa is verspreid over de hele dikke darm, inclusief de rechter dikke darm, de linker dikke darm, de transversale dikke darm, de dalende dikke darm en het rectum. Een diagnose kan worden gesteld met behulp van een aantal technieken, maar de meest nauwkeurige methode is directe visualisatie via een colonoscopie. De symptomen zijn vergelijkbaar met die van colitis ulcerosa, maar zijn ernstiger en treffen de hele dikke darm. Patiënten met colitis ulcerosa vertonen over het algemeen symptomen, waaronder rectale bloeding als gevolg van zweren, pijn in de buikstreek, ontsteking in verschillende mate en diarree (vaak met bloed). Pancolitispatiënten vertonen deze symptomen en kunnen ook last krijgen van vermoeidheid, koorts, bloedarmoede en nachtelijk zweten. Door functieverlies in de dikke darm kunnen patiënten grote hoeveelheden gewicht verliezen doordat ze geen voedingsstoffen uit voedsel kunnen halen. In andere gevallen kan het bloedverlies door zweren leiden tot bloedarmoede die kan worden behandeld met ijzersupplementen. Bovendien hebben patiënten, vanwege de chronische aard van de meeste gevallen van pancolitis, een grotere kans op het ontwikkelen van darmkanker.
Pancolitis is een inflammatoire darmaandoening (IBD) die de gehele binnenwand van de dikke darm aantast. De precieze oorzaken van deze ontstekingsstoornis zijn onduidelijk, hoewel artsen momenteel geloven dat auto-immuunziekten en genetische aanleg een rol kunnen spelen bij de voortgang ervan. Van genen waarvan bekend is dat ze individuen in gevaar brengen voor de ziekte van Crohn, is aangetoond dat ze ook het risico op andere IBD verhogen, waaronder pancolitis. Bovendien kan een persoon ook pancolitis ontwikkelen als colitis ulcerosa van slechts een klein deel van de dikke darm onbehandeld blijft of verergert. De huidige behandeling van pancolitis is erop gericht de ziekte tot remissie te dwingen, een toestand waar de meeste symptomen verdwijnen. Uiteindelijk is het doel om een verbeterde kwaliteit van leven te bereiken, de behoefte aan medicijnen te verminderen en het risico op kanker te minimaliseren. Medicatie die bij de behandeling wordt gebruikt, omvat ontstekingsremmende middelen en corticosteroïden om ontstekingen te verlichten en immunomodulatoren die het immuunsysteem onderdrukken. Immunomodulatoren worden gebruikt in ernstige gevallen van colitis ulcerosa en worden vaak gebruikt voor de behandeling van patiënten met pancolitis die weinig verbetering hebben vertoond met ontstekingsremmers en corticosteroïden. In dit geval kan het de patiënt echter verder blootstellen aan andere ziekten vanwege het aangetaste immuunsysteem. Een laatste behandelingsoptie is beschikbaar in de vorm van een operatie. Over het algemeen is deze optie alleen gereserveerd voor gevallen waarin de ontwikkeling van kanker zeer wordt vermoed of er een ernstige bloeding door zweren optreedt en/of medicatie geen of weinig invloed heeft op de ziekte. In dit geval worden de hele dikke darm en het rectum verwijderd en sommige gevallen ook de anus, wat zowel de pancolitis geneest als de kans op darmkanker voorkomt. Patiënten die een operatie ondergaan, moeten hun ontlasting laten verzamelen in een reservoir dat in plaats van het rectum is gemaakt of het uiteinde van de dunne darm aan de anus hebben bevestigd. In het laatste geval moet het zieke deel van de anus worden verwijderd, maar de spieren blijven intact, waardoor de stoelgang nog steeds kan plaatsvinden.